# Jorge Vásquez (futebolista)
Jorge Alfredo Vásquez (23 de abril de 1945) foi um futebolista profissional salvadorenho, que atuava como defensor.

## Carreira
Jorge Vásquez fez parte do elenco da histórica Seleção Salvadorenha de Futebol da Copa do Mundo de 1970 e das Olimpíadas de 1968.